# Aspergillus terreus
Aspergillus terreus — мікроскопічний цвілевий гриб з роду аспергіл (Aspergillus). 

## Використання
Широко використовується в промисловості для виробництва важливих органічних кислот, таких як ітаконова кислота і цис-аконітова кислота. Крім того, було первісним джерелом для наркотиків «mevinolin» (ловастатин), препарат для зниження рівня сироваткового холестерину. A. terreus може призвести до опортуністичної інфекції у людей з дефіцитом імунної системи. Це не піддається амфотерициновій терапії.
Мікроміцет Aspergillus terreus здатен синтезувати фітазу.